# Валенберг, Анна
Анна Валенберг (швед. Anna Wahlenberg; 23 мая 1858 года, Стокгольм  — 29 ноября 1933 года, Стокгольм ) — шведская детская писательница, драматург, переводчик, представительница "золотого века" шведской детской литературы.

## Биография
Анна Валенберг родилась в небогатой семье 23 мая 1858 года в Стокгольме. Её отец — Адольф Вильгельм Валенберг (Adolf Wilhelm Wahlenberg, 1827 - 1890) был владельцем свечной фабрики, мать — Мария Тереза Лённгрен (Maria Theresia (Thérèse) Lönngren). У Анны было три брата и две сестры. Детство Анны прошло на старой ферме ее отца в Кунгсхольмене (Kungsholmen). С 1870 по 1873 год Анна Валенберг училась в школе для девочек, потом, с 1873 по 1875 год —  в средней школе для женщин. В 1888 году вышла замуж за Фрица Кьеррмана (Fritz Kjerrman), редактора одной из столичных газет и серьезно заинтересовалась литературным творчеством. Вскоре сама начала писать произведения и заниматься переводами. В браке имела двух сыновей, которые стали первыми слушателями её произведений.
В 1882 году опубликовала сборник рассказов «Рисунки на песке» под псевдонимом Rien (на французском «ничто»). Писательница Анна Валенберг — автор многих романов, новелл, пьес-сказок, а также сборников сказок, которые были очень популярны на рубеже XIX - XX веков.
Как драматург, Анна дебютировала комедией «На страже», которая была поставлена в 1890 году. Позже она писала пьесы для самодеятельных и профессиональных актеров.
Наибольшую известность Анне принесли сказки. Первый сборник «Сказки про королей, эльфов, троллей и принцесс» был издан в 1895 году. Произведения писательницы читатели ждали с нетерпением. Всего Анна Валенберг написала около 200 сказок. Среди них: "Бриллиантовая птица", "Сорока, которой насыпали соль на хвост", "Сказочный народец", "Кожаный мешок" и др.
Занималась Анна и профессиональными переводами. Её перу принадлежит перевод сборника арабских сказок «Тысяча и одна ночь» на шведском языке, романа «Дети капитана Гранта» Жюль Верна и др. Сказки писательницы были переведены и изданы на русском языке.

## Основные произведения

### На русском языке

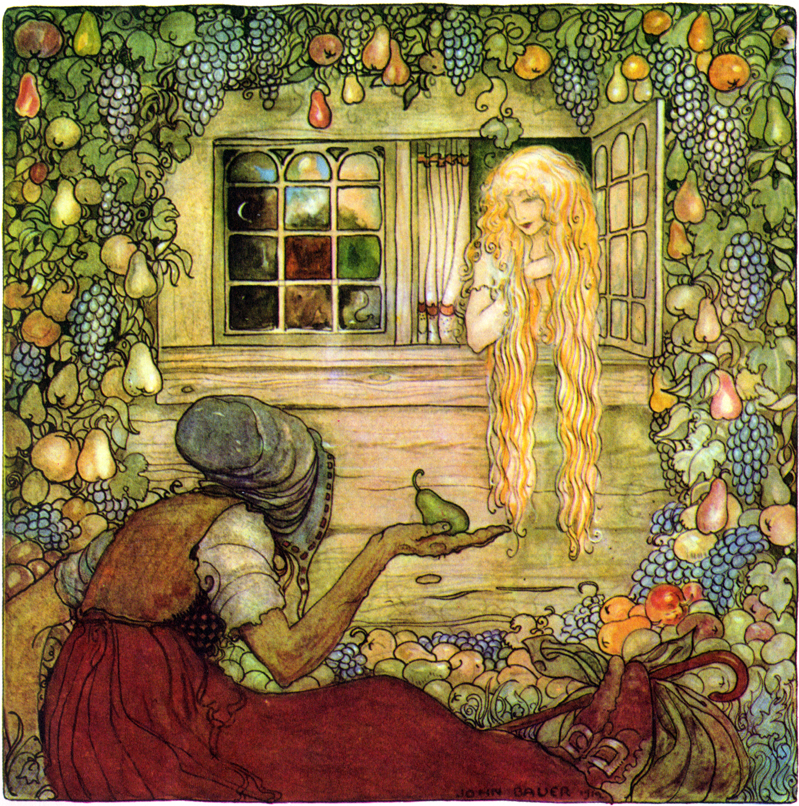
Худ. Джон Бауэр. Иллюстрация сказки Анны Валенберг «Trollkarlens Kappa», 1912г.

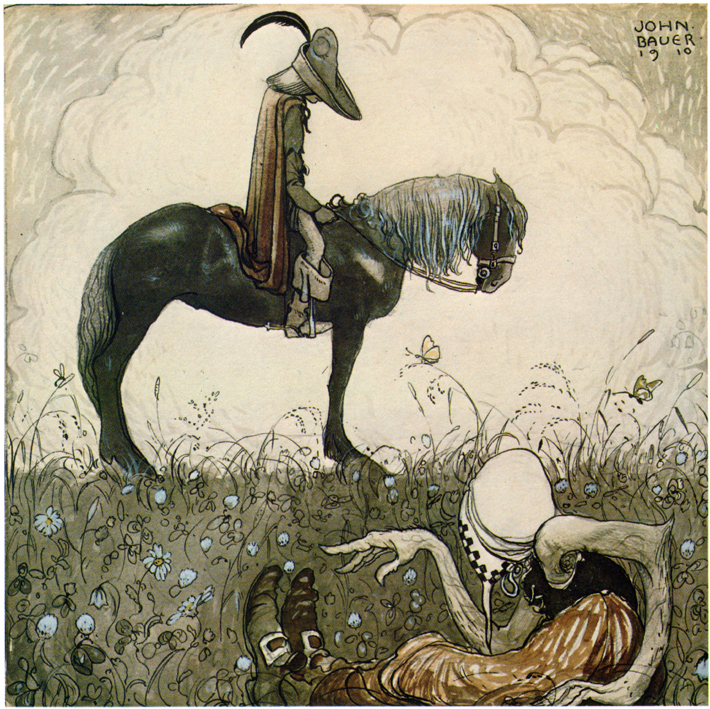
Худ. Джон Бауэр. Иллюстрация сказки Анны Валенберг «Trollritten» («Волшебное путешествие»), 1910г.

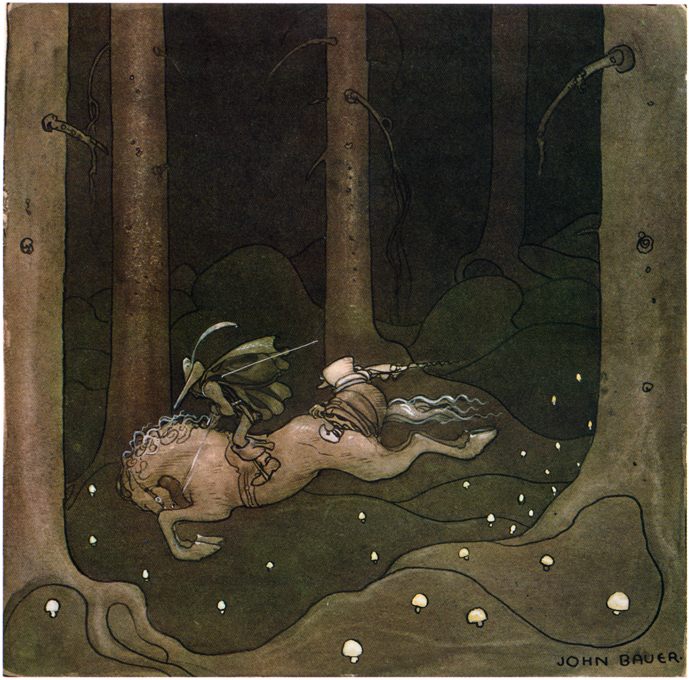
Худ. Джон Бауэр. Иллюстрация сказки Анны Валенберг «Trollritten» («Волшебное путешествие»), 1910г.

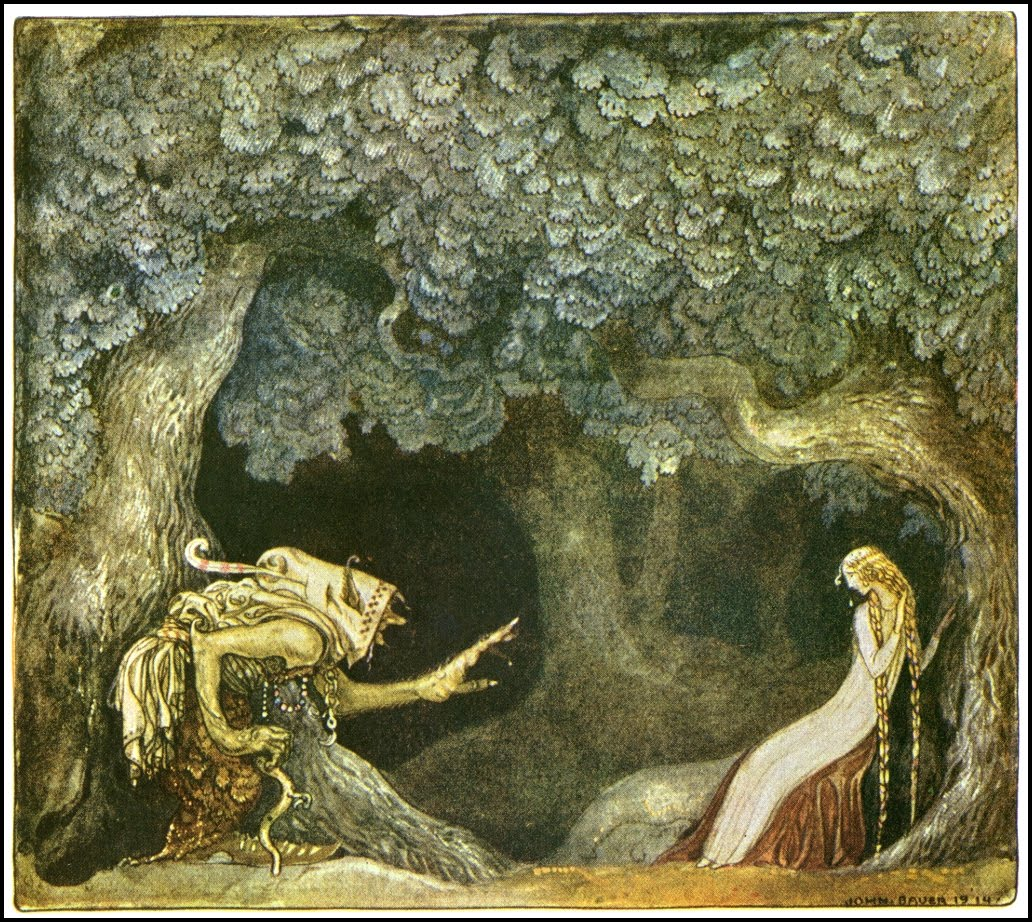
Худ. Джон Бауэр. Иллюстрация сказки Анны Валенберг «Drottningens Halsband» («Ожерелье королевы»). Сборник «Среди фей и троллей», 1914г.

- Волшебные сказки Швеции (сборник).  Издательство: «Рипол Классик» 2014 г. ISBN 978-5-386-06367-2 Серия: Чудеса бывают!
- Страна троллей (сборник). Издательство: «Энас-книга» 2014 г. ISBN 978-5-91921-224-9 Серия: Литературные сказки для младших школьников.
- Волшебные сказки Швеции. Издательство: «Рипол Классик» 2013 г. ISBN 978-5-386-05556-1 Серия: Золотая коллекция для детей.
- Шведские литературные сказки (сборник). Издательство: «КАРО» 2014 г. ISBN 978-5-9925-0989-2.

### На шведском языке
- Teckningar i sanden. Stockholm: Flodin. 1882. Libris 1601344.
- Små själar: en hvardagshistoria. Nya följetongen, 99-0948762-4 ; 1886:4[:1]. Stockholm: Bonnier. 1886. Libris 20215097.
- Hos grannas: skisser. Stockholm: Bonnier. 1887. Libris 1627262.
- Underliga vägar: skildring. Stockholm: Bonnier. 1887. Libris 1627267.
- I hvardagslag: skisser. Stockholm: Bonnier. 1889. Libris 1627263.
- Stora barn och små: nya skisser. Stockholm: Bonnier. 1891. Libris 1627265.
- Tolf skisser. Stockholm: Bonnier. 1893. Libris 1627266.
- En stor man : berättelse. 1. Stockholm: Bonnier. 1894. Libris 22049921.
- Den starkaste: roman. Stockholm: Bonnier. 1915. Libris 1641130.
- Drottningen: roman. Stockholm: Bonnier. 1916. Libris 1660488.

#### Пьесы
- Cendrillon: komedi i en akt. Svenska teatern, 99-1250025-3 ; 351. Stockholm: Bonnier. 1915. Libris 1640483.
- En mesallians : komedi i en akt. Svenska teatern, 99-1250025-3 ; 352. Stockholm: Bonnier. 1915. Libris 12734301.
- Stackars flicka: komedi i en akt. Svenska teatern, 99-1250025-3 ; 353. Stockholm: Bonnier. 1915. Libris 1640485.
- Två valspråk: komedi i tre akter. Stockholm: Bonnier. 1892. Libris 1210926.
- Löndörren : pjes i 4 akter. Stockholm: Bonnier. 1892. Libris 12744164.
- På vakt: komedi i tre akter. Stockholm: Bonnier. 1890. Libris 12744316.

#### Переводы
- Sagor ur Tusen och en natt berättade för Sveriges barn af Anna Wahlenberg ; ill. af Louis Moe. Stockholm: Svensk Läraretidnings förl. 1899-1916. Libris 1682024.
- Rosenfager och björnen: en folksaga, berättad för barn. Silvervit ; [Nr 2.]. Stockholm. 1905. Libris 3151610.
- Verne, Jules (1906). Kapten Grants barn: för Sveriges ungdom fritt berättad efter Jules Verne, med teckningar af David Ljungdahl. Barnbiblioteket Saga, 99-0448970-X ; 21. Stockholm: Sveriges läraretidning. Libris 1611580 - Иллюстрации: David Ljungdahl.
- Snövit och Rosenröd: en folksaga, fritt berättad för barn. Silvervit ; [Nr 4.] Tilläggshäfte till Saga 1907. Stockholm. 1907. Libris 3151611.

#### Сказки
- Bengts sagor om kungar och tomtar och troll och prinsessor. Stockholm: Bonnier. 1895. Libris 2133399 - Иллюстрации: Ottilia Adelborg.
- Jule-mor: sagor. Stockholm: Bonnier. 1899. Libris 1664214 - Teckningar av Gisela Trapp.
- Skomakar-prinsessan: saga. Stockholm: Svanbäck. 1902. Libris 2133396 - Иллюстрации: Lydia Skottsberg.
- Länge, länge, sedan ...: sagor. Stockholm: Bonnier. 1903. Libris 3151609 - Med teckningar av John Bauer.
- Anna Wahlenbergs sagor. Stockholm: Bonnier. 1908. Libris 1618744.
- Prinsessans visa.. Stockholm: Bonnier. 1909. Libris 1618743.
- Sagornas rike. Stockholm: Bonnier. 1910. Libris 1618745 - Иллюстрации: Aina Stenberg-Masolle.
- Sagoteatern. Stockholm: Bonnier. 1911. Libris 1641139 - Иллюстрации: Aina Stenberg-Masolle.
- Gustav II Adolfs ungdom: historisk berättelse. Stockholm: Bonnier. 1912. Libris 1641134.
- Den lilla tjänstepigan: saga. Stockholm: Åhlén & Åkerlund. 1932. Libris 1364910 - Med teckningar av Maj Lindman.
- Anders nya mössa: saga på vers. Stockholm: Bonnier. 1932. Libris 1364909 - Иллюстрации: Aina Stenberg-Masolle.
- Trollritten och andra sagor. Bonniers barnbibliotek, 99-0129170-4 ; 7. Stockholm: Bonnier. 1932. Libris 1352173.
- Skatan som fick salt på stjärten: sagobok om djur. Stockholm: Bonnier. 1933. Libris 1364912.
- Gustav II Adolfs ungdom: historisk berättelse. Ungdomens bibliotek, 99-0447297-1 ; 21. Stockholm: Svensk läraretidning. 1933. Libris 1364712.